# Људски скелет
Људски скелет је унутрашња структура  људског тијела. Састоји се од око 270 костију при рођењу, при чему се укупан број костију код одраслих смањи на око 206 костију након што се неке кости срасту заједно. Коштана маса костура достиже максималну густину око 21. године живота. Људски скелет се може подијелити на аксијални и апендикуларни скелет. Аксијални скелет састоји се од лобање, кичменог стуба и грудног коша, са укупно 80 костију. Апендикуларни скелет, који је причвршћен на аксијални скелет, чине кости удова, лопатице и карлице, са укупно 126 костију. 
Људски скелет обавља шест главних функција: подршка, кретање, заштита, производња крвних ћелија, складиштење минерала и ендокрина регулација. 
Људски скелет није тако полно диморфан као код многих других врста примата, али постоје суптилне разлике међу половима у морфологији лобање, зуба, дугих костију и карлице. Уопште, женски скелетни елементи имају тенденцију да буду мањи и мање робусни од одговарајућих мушких елемената у одређеној популацији. Женска карлица се такође разликује од мужјака како би се олакшао порођај. За разлику од већине примата, људски мужјаци немају кости пениса.

## Подјела скелета

### Аксијални скелет
Аксијални скелет (80 костију) састоји се од кичменог стуба (32–34 кости; број пршљенова се разликује од човјека до човјека, јер се доња два дијела, сакрална и кокцигеална кост могу разликовати у дужини), грудног коша (12 пари ребара и грудна кост) и лобање (22 кости и 7 придружених костију). 
Аксијални скелет омогућава усправно држање људи, преносећи тежину са главе, трупа и горњих екстремитета према доњим екстремитетима зглобова кукова. Кости кичме су подупрте многим лигаментима. 

### Апендикуларни скелет
Апендикуларни скелет (126 костију) састоји се од грудног појаса, горњих удова, карличног појаса или карлице, те доњих удова. Апендикуларни скелет омогуће кретање и заштиту главних органа за варење, излучивање и размножавање. 

## Функције
Скелет има шест главних функција: подршка, кретање, заштита, производња крвних ћелија, складиштење минерала и ендокрина регулација. 

### Подршка
Костур пружа оквир који подржава тијело и одржава његов облик. Карлица, повезани лигаменти и мишићи пружају подлогу за карличне структуре. Без ребара, косталних хрскавица и интеркосталних мишића, плућа би се урушила. 

### Кретање
Зглобови између костију омогућавају кретање, неки омогућавају шири опсег покрета од других. Кретање покрећу скелетни мишићи који су причвршћени на скелет на разним мјестима на костима. Мишићи, кости и зглобови пружају главну механику покрета, а све координира нервни систем. 
Вјерује се да је смањење густине коштане кости у праисторијско вријеме смањило окретност и спретност људског кретања. Прелазак са лова на пољопривреду довео је до тога да се густина костију људи значајно смањила.

### Заштита
Костур помаже у заштити многих виталних унутрашњих органа од оштећења. 
- Лобања штити мозак.
- Пршљенови штите кичмену мождину.
- Грудни кош, кичма и грудна кост штите плућа, срце и главне крвне судове.

### Производња крвних ћелија
Скелет је мјесто хематопоезе, развоја крвних ћелија који се одвија у коштаној сржи. Код дјеце се хематопоеза јавља, прије свега, у мозгу дугих костију попут бутне кости и тибије. Код одраслих се јавља углавном у карлици, лобањи, пршљеновима и грудној кости.

### Складиште минерала
Коштани матрикс може да складишти калцијум и учествује у метаболизму калцијума, а коштана срж може да складишти гвожђе у феритину и учествује у метаболизму гвожђа. Међутим, кости нису у потпуности направљене од калцијума, већ од мјешавине хондроитин сулфата и хидроксиапатита, при чему хидроксиапатити чине 70% костију. Хидроксиапатит се састоји од 39,8% калцијума, 41,4% кисеоника, 18,5% фосфора и 0,2% водоника. Хондроитин сулфат је шећер који се примарно састоји од кисеоника и угљеника. 

### Ендокрина регулација
Коштане ћелије ослобађају хормон зван остеокалцин, који доприноси регулацији шећера у крви (глукозе) и таложењу масти. Остеокалцин повећава излучивање инзулина и осјетљивост, поред тога што појачава број ћелија које производе инзулин и смањује залихе масти.